# Ottokar II. (Steiermark)

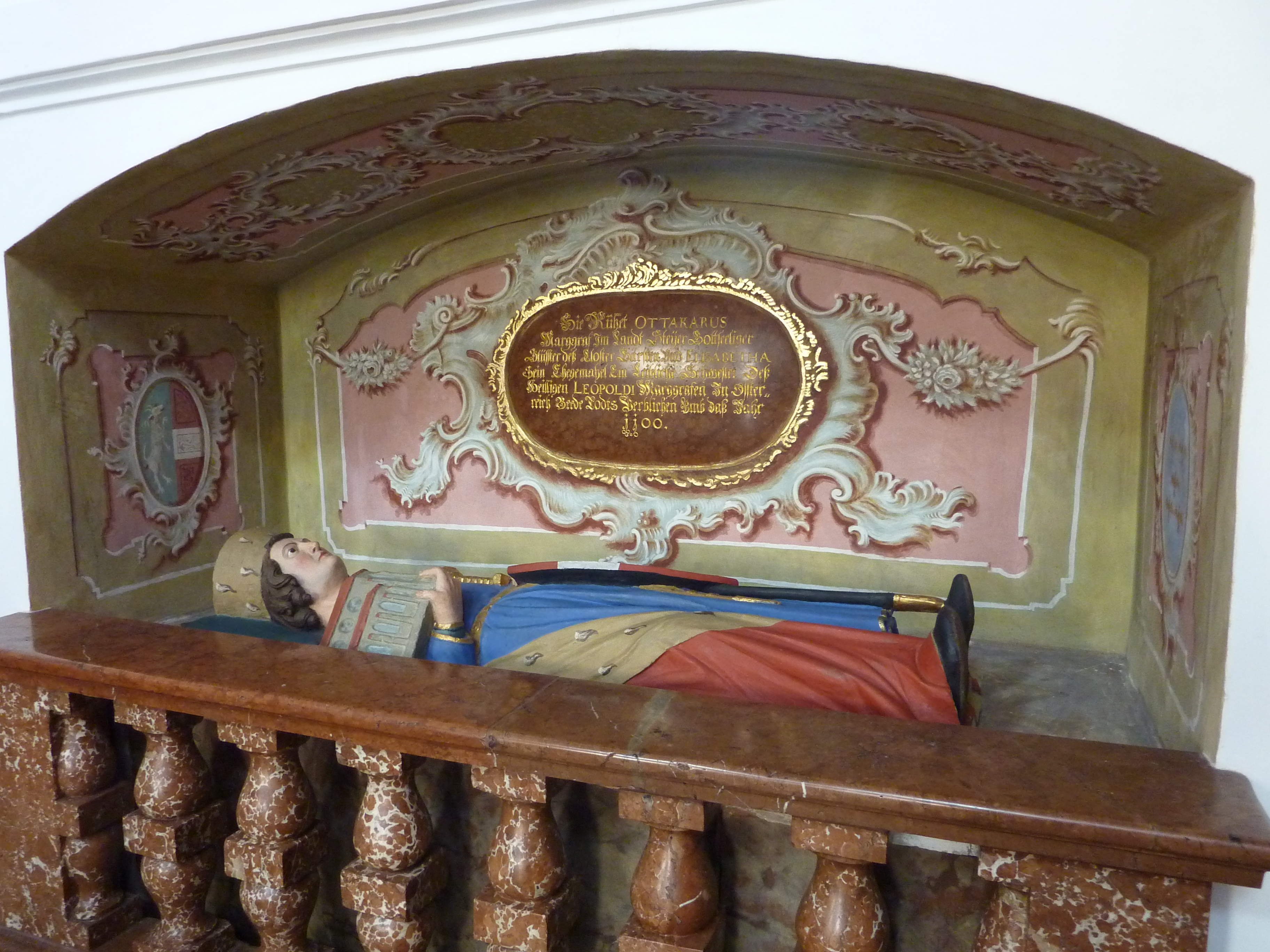
Hochgrab des Stifters, Ottokar II., in der Stiftskirche Garsten

Ottokar II., auch Otakar († 28. November 1122), war Graf im Traungau und im Chiemgau, Markgraf der Steiermark von 1082 bis 1122.
Er war der Sohn Ottokars I. und der Willibirg von Kärnten. Er war mit Elisabeth, einer Tochter des Babenberger Markgrafen Leopold II. von Österreich verheiratet. Nach siegreichem Kampf auf Seiten der Gregorianer gegen Bruder Adalbero im Rahmen des Investiturstreits wurde er 1082 sein Nachfolger als Markgraf.
Er gründete 1080 das spätere Benediktinerkloster Garsten (bei Steyr) als Kollegiatstift.
Nach dem Aussterben der Eppensteiner, die einige Herzöge von Kärnten gestellt hatten, im Jahre 1122, kam deren reicher Eigenbesitz im steirischen Raum an die mit den Eppensteinern verschwägerten Traungauer, was deren Position in ihrer Markgrafschaft stärkte. Die Markgrafschaft wurde 1122 vom Herzogtum Kärnten getrennt und unmittelbar dem Reich unterstellt (Geburtsjahr der Steiermark nach Hans Pirchegger).

## Nachkommen
- Leopold I. der Tapfere/Starke († 1129)
- Kunigunde († 1161), ⚭ Bernhard Graf von Sponheim-Marburg († 1147)
- Willibirg († 1145), ⚭ Ekbert II. Graf von Formbach-Pitten († 1144)